# Zanthoxylum echinocarpum
Zanthoxylum echinocarpum är en vinruteväxtart som beskrevs av William Botting Hemsley. Zanthoxylum echinocarpum ingår i släktet Zanthoxylum och familjen vinruteväxter. Utöver nominatformen finns också underarten Z. e. tomentosum.